# یونیورسال-سیتی‌واک
یونیورسال-سیتی‌واک (به لاتین: Universal CityWalk) تفریحگاه‌هایی برای فیلم دیدن، غذا خوردن، و خرید کردن در ایالت‌های کالیفرنیا و فلوریدای آمریکا هستند. یک شعبه هم در اوساکای ژاپن دایر شده است.